# Coppa Italia Dilettanti 2022-2023
La Coppa Italia Dilettanti 2022-2023 è stata la cinquantaseiesima edizione di un trofeo di calcio, al quale hanno partecipato tutte le squadre iscritte ai campionati di Eccellenza, oltre ad alcune di Promozione. Secondo il regolamento, la squadra vincitrice acquisisce il diritto a partecipare al campionato di Serie D 2023-2024; tuttavia, poiché le finaliste San Marzano e Cast Brescia e la semifinalista Campobasso sono già state promosse tramite campionato, la promozione è stata appannaggio dal Certaldo, seconda semifinalista.

## Formula
Come stabilito dal regolamento, la competizione prevede una prima fase regionale, organizzata e gestita dai Comitati Regionali stessi che ne stabiliscono la formula. Ogni comitato deve segnalare la squadra qualificata alla fase nazionale della competizione, che deve necessariamente militare in Eccellenza e che viene insignita del titolo di Campione di Coppa Regionale.
Le 19 squadre qualificate dai tornei regionali sono suddivise in 8 raggruppamenti:
Girone A: Liguria - Lombardia - Piemonte

Girone B: Friuli-Venezia Giulia - Trentino-Alto Adige - Veneto

Girone C: Emilia-Romagna - Toscana

Girone D: Marche - Umbria

Girone E: Lazio - Sardegna

Girone F: Abruzzo - Molise

Girone G: Basilicata - Campania - Puglia

Girone H: Calabria - Sicilia
I gruppi composti da tre squadre si affronteranno in un torneo triangolare di sola andata, mentre delle singole gare si svolgerà sia l'andata che il ritorno.
Tutti i turni successivi si svolgeranno in gare di andata e ritorno, tranne la finale che sarà a gara unica.

## Calendario
| Fase                        | Turno            | Andata            | Ritorno          |
| --------------------------- | ---------------- | ----------------- | ---------------- |
| Fase a gironi               | Prima giornata   | 15 febbraio 2023  | 15 febbraio 2023 |
| Fase a gironi               | Seconda giornata | 22 febbraio 2023  | 22 febbraio 2023 |
| Fase a gironi               | Terza giornata   | 1º marzo 2023     | 1º marzo 2023    |
| Fase a eliminazione diretta |                  |                   |                  |
| Quarti di finale            | 8 marzo 2023     | 22 marzo 2023     |                  |
| Semifinali                  | 5 aprile 2023    | 12-19 aprile 2023 |                  |
| Finale                      | 10 maggio 2023   | 10 maggio 2023    |                  |

## Riepilogo fase regionale
| Coppa Regionale              | Vincitrice               | Finalista             | Risultato       | Partecipanti                                                                      |
| ---------------------------- | ------------------------ | --------------------- | --------------- | --------------------------------------------------------------------------------- |
| Coppa Abruzzo                | Sambuceto                | L'Aquila              | 2 - 2 (7-5 dtr) | le 18 di Eccellenza                                                               |
| Coppa Basilicata             | Tricarico Pozzo di Sicar | Brienza               | 1-0; 1-0        | le 16 di Eccellenza                                                               |
| Coppa Calabria               | Gioiese                  | Promosport            | 3 - 1           | 48 (16 di Eccellenza e 32 di Promozione)                                          |
| Coppa Campania               | San Marzano              | Acerrana              | 2 - 1           | le 36 di Eccellenza                                                               |
| Coppa Emilia-Romagna         | Nibbiano & Valtidone     | Rolo                  | 5 - 0           | 120 (40 di Eccellenza e 80 di Promozione)                                         |
| Coppa Friuli-Venezia Giulia  | Brian Lignano            | Chions                | 2 - 1 (dts)     | le 20 di Eccellenza                                                               |
| Coppa Lazio                  | Insieme Formia           | LUISS                 | 3 - 1           | le 36 di Eccellenza                                                               |
| Coppa Liguria                | Imperia                  | Lavagnese             | 2 - 0           | le 18 di Eccellenza                                                               |
| Coppa Lombardia              | Cast Brescia             | Leon                  | 4 - 2 (dts)     | le 54 di Eccellenza                                                               |
| Coppa Marche                 | Valdichienti Ponte       | Urbino                | 1 - 0           | le 16 di Eccellenza                                                               |
| Coppa Molise                 | Campobasso 1919          | Aurora Alto Casertano | 1 - 0           | 32 (16 di Eccellenza e 16 di Promozione)                                          |
| Coppa Piemonte-Valle d'Aosta | Alba                     | Volpiano Pianese      | 2 - 0           | le 32 di Eccellenza                                                               |
| Coppa Puglia                 | Manfredonia              | Manduria              | 3-0; 0-1        | le 28 di Eccellenza                                                               |
| Coppa Sardegna               | Budoni                   | Carbonia              | 2 - 2 (8-7 dtr) | le 19 di Eccellenza                                                               |
| Coppa Sicilia                | Igea Virtus              | Akragas               | 4 - 0           | le 32 di Eccellenza                                                               |
| Coppa Toscana                | Certaldo                 | Signa                 | 1 - 0           | le 33 di Eccellenza                                                               |
| Coppa Trentino-Alto Adige    | Lavis                    | St. Pauls             | 2 - 1           | le 16 di Eccellenza                                                               |
| Coppa Umbria                 | Branca                   | Narnese               | 2 - 1           | le 17 di Eccellenza                                                               |
| Coppa Veneto                 | Vigasio                  | Camisano              | 0 - 0 (4-3 dtr) | le 38 di Eccellenza                                                               |
| Totale                       | 19 club ammessi          | -                     | -               | 629 club partecipanti alle fasi regionali (501 di Eccellenza e 128 di Promozione) |

## Fase eliminatoria a gironi

### Girone A
| Squadra         | P.ti | G | V | N | P | GF | GS | DR |
| --------------- | ---- | - | - | - | - | -- | -- | -- |
| 1. Cast Brescia | 4    | 2 | 1 | 1 | 0 | 4  | 3  | +1 |
| 2. Imperia      | 4    | 2 | 1 | 1 | 0 | 3  | 2  | +1 |
| 3. Alba         | 0    | 2 | 0 | 0 | 2 | 1  | 3  | -2 |

| Arbitro: | Comito (Messina) |

|                          |           |           |
| Gritti 89’ Zanelli 90+3’ | Marcatori | 61’ Nania |

| Arbitro: | Masi (Pontedera) |

|  |           |              |
|  | Marcatori | 72’ Gandolfo |

| Arbitro: | Zilani (Trieste) |

|                  |           |                         |
| Saviozzi 8’, 53’ | Marcatori | 3’ Peli 45’ Giangaspero |

### Girone B
| Squadra          | P.ti | G | V | N | P | GF | GS | DR |
| ---------------- | ---- | - | - | - | - | -- | -- | -- |
| 1. Lavis         | 4    | 2 | 1 | 1 | 0 | 2  | 0  | +2 |
| 2. Vigasio       | 4    | 2 | 1 | 1 | 0 | 1  | 0  | +1 |
| 3. Brian Lignano | 0    | 2 | 0 | 0 | 2 | 0  | 3  | -3 |

| Vigasio 15 febbraio 2023, ore 14:30 CET | Vigasio          | 0 – 0 | Lavis | Stadio Umberto Capone\| Arbitro: \| Angelo (Marsala) \| |
| Arbitro:                                | Angelo (Marsala) |       |       |                                                         |

| Arbitro: | Casali (Crema) |

|  |           |                     |
|  | Marcatori | 14’ (aut.) De Cecco |

| Arbitro: | Santeramo (Monza) |

|                  |           |  |
| Barbetti 4’, 45’ | Marcatori |  |

### Girone C
| Squadra 1 | Totale | Squadra 2            | Andata | Ritorno |
| --------- | ------ | -------------------- | ------ | ------- |
| Certaldo  | 4 - 2  | Nibbiano & Valtidone | 3 - 0  | 1 - 2   |

| Arbitro: | Cipriano (Torino) |

|                                    |           |  |
| Baccini 42’ Bandini 70’ Nuti 90+2’ | Marcatori |  |

| Arbitro: | Chirnoaga (Tivoli) |

|                               |           |              |
| Minasola 60’ (rig.) Gjini 80’ | Marcatori | 4’ Pampalone |

### Girone D
| Squadra 1          | Totale | Squadra 2 | Andata | Ritorno |
| ------------------ | ------ | --------- | ------ | ------- |
| Valdichienti Ponte | 2 - 1  | Branca    | 1 - 0  | 1 - 1   |

| Arbitro: | Pasquetto (Crema) |

|             |           |  |
| Passawe 21’ | Marcatori |  |

| Arbitro: | Moretti (Cesena) |

|           |           |             |
| Rossi 31’ | Marcatori | 33’ Passawe |

### Girone E
| Squadra 1 | Totale          | Squadra 2      | Andata | Ritorno |
| --------- | --------------- | -------------- | ------ | ------- |
| Budoni    | 1 - 1 (2-4 dtr) | Insieme Formia | 1 - 0  | 0 - 1   |

| Arbitro: | Iurino (Venosa) |

|            |           |  |
| Ndiaye 74’ | Marcatori |  |

| Arbitro: | Bassoli (Monza) |

|                                            |                      |                               |
| Gabionetta 54’ (rig.)                      | Marcatori            |                               |
| Viscovich Cabrera Martino Djalo Gabionetta | Tiri di rigore 4 – 2 | Steri Lancioni Scioni Ortenzi |

### Girone F
| Squadra 1  | Totale | Squadra 2 | Andata | Ritorno |
| ---------- | ------ | --------- | ------ | ------- |
| Campobasso | 1 - 0  | Sambuceto | 0 - 0  | 1 - 0   |

| Campobasso 15 febbraio 2023, ore 14:30 CET | Campobasso         | 0 – 0 | Sambuceto | Stadio Nuovo Romagnoli\| Arbitro: \| Schifone (Taranto) \| |
| Arbitro:                                   | Schifone (Taranto) |       |           |                                                            |

| Arbitro: | Laganaro (Genova) |

|  |           |                   |
|  | Marcatori | 64’ (rig.) Vanzan |

### Girone G
| Squadra                     | P.ti | G | V | N | P | GF | GS | DR |
| --------------------------- | ---- | - | - | - | - | -- | -- | -- |
| 1. San Marzano              | 6    | 2 | 2 | 0 | 0 | 6  | 1  | +5 |
| 2. Manfredonia              | 3    | 2 | 1 | 0 | 1 | 3  | 4  | -1 |
| 3. Tricarico Pozzo di Sicar | 0    | 2 | 0 | 0 | 2 | 1  | 5  | -4 |

| Arbitro: | Moro (Novi Ligure) |

|                                |           |  |
| Makota 4’ Turitto 8’ Lopez 70’ | Marcatori |  |

| Arbitro: | Panici (Aprilia) |

|               |           |                                 |
| Gorosabel 52’ | Marcatori | 5’ (aut.) Tomaccio 27’ Castagna |

| Arbitro: | Benestante (Aprilia) |

|                                                 |           |  |
| Castagna 13’, 59’ Camara 53’ Marotta 71’ (rig.) | Marcatori |  |

### Girone H
| Squadra 1 | Totale | Squadra 2   | Andata | Ritorno |
| --------- | ------ | ----------- | ------ | ------- |
| Gioiese   | 2 - 3  | Igea Virtus | 1 - 1  | 1 - 2   |

| Arbitro: | Esposito (Pescara) |

|             |           |             |
| Condemi 22’ | Marcatori | 19’ Idoyaga |

| Arbitro: | Dallagà (Rovigo) |

|                        |           |                |
| Vincenzi 27’ Isgrò 45’ | Marcatori | 51’ Stillitano |

## Fase a eliminazione diretta

### Quarti di finale
| Squadra 1          | Totale          | Squadra 2    | Andata | Ritorno |
| ------------------ | --------------- | ------------ | ------ | ------- |
| Lavis              | 3 - 4           | Cast Brescia | 2 - 1  | 1 - 3   |
| Valdichienti Ponte | 2 - 2 (1-3 dtr) | Certaldo     | 1 - 1  | 1 - 1   |
| Insieme Formia     | 2 - 3           | Campobasso   | 1 - 2  | 1 - 1   |
| Igea Virtus        | 1 - 4           | San Marzano  | 1 - 1  | 0 - 3   |

#### Andata
| Arbitro: | Testoni (Ciampino) |

|                         |           |                        |
| Barbetti 45’ Diagne 53’ | Marcatori | 14’ (rig.) Giangaspero |

| Arbitro: | Saffioti (Como) |

|                |           |             |
| Palmieri 45+2’ | Marcatori | 37’ Martini |

| Arbitro: | Bissolo (Legnago) |

|             |           |                      |
| Durazzo 58’ | Marcatori | 23’ Tizzani 54’ Ripa |

| Arbitro: | Faye (Brescia) |

|           |           |                   |
| Aveni 85’ | Marcatori | 73’ (rig.) Prisco |

#### Ritorno
| Arbitro: | Palmieri (Avellino) |

|                             |           |           |
| Peli 15’, 51’ Contratti 60’ | Marcatori | 26’ Dsiri |

| Arbitro: | Buzzone (Enna) |

|                                        |                      |                                    |
| Corsi 34’                              | Marcatori            | 84’ Triana                         |
| Bernardini De Pellegrin Marcon Bandini | Tiri di rigore 3 – 1 | Triana Del Brutto Passawe Trillini |

| Arbitro: | Laugelli (Casale Monferrato) |

|         |           |             |
| Ripa 1’ | Marcatori | 65’ Durazzo |

| Arbitro: | Marinoni (Lodi) |

|                                     |           |  |
| Camara 33’, 41’ Prisco 45+2’ (rig.) | Marcatori |  |

### Semifinali
| Squadra 1    | Totale | Squadra 2  | Andata | Ritorno |
| ------------ | ------ | ---------- | ------ | ------- |
| Cast Brescia | 3 - 1  | Certaldo   | 0 - 1  | 3 - 0   |
| San Marzano  | 2 - 1  | Campobasso | 1 - 0  | 1 - 1   |

#### Andata
| Arbitro: | Tierno (Sala Consilina) |

|  |           |             |
|  | Marcatori | 15’ Orsucci |

| Arbitro: | Buzzone (Enna) |

|             |           |  |
| Marzano 29’ | Marcatori |  |

#### Ritorno
| Arbitro: | Toselli (Gradisca d'Isonzo) |

|               |           |                 |
| Fruscella 46’ | Marcatori | 49’ Di Girolamo |

| Arbitro: | El Amil (Nichelino) |

|  |           |                                 |
|  | Marcatori | 22’ Peli 66’ Mattei 90+4’ Meini |

### Finale
| Squadra 1    | Risultato | Squadra 2   |
| ------------ | --------- | ----------- |
| Cast Brescia | 1 - 0     | San Marzano |

#### Finale
| Arbitro: | Spera (Barletta) |

|                 |           |  |
| Giangaspero 78’ | Marcatori |  |